# Adrián Ben
Adrián Ben, född 4 augusti 1998, är en spansk friidrottare som tävlar i medeldistanslöpning.

## Karriär
Vid Europeiska inomhusmästerskapen i friidrott 2023 tog Ben guld på 800 meter.